# チャッチャート・シッティパン
チャッチャート・シッティパン（タイ語: ชัชชาติ สิทธิพันธุ์、RTGS: Chadchart Sitthipunt、タイ語発音: [t͡ɕʰát.t͡ɕʰâːt sìt.tʰí(ʔ).pʰān]、1966年5月24日 - ）は、タイ王国の政治家。2022年よりバンコク都知事に在任。第28回タイ首相であるインラック・シナワット内閣の運輸大臣を歴任した。

## 経歴
1966年5月24日、セン・シッティパン（เสน่ห์ สิทธิพันธุ์）の息子としてバンコクに生まれた。彼には三人の兄弟がいる。1987年にイリノイ大学アーバナ・シャンペーン校を卒業し、その後は工学者として活動した。彼は結婚していて、聴覚障害のある息子がいる。

### 知事として
2022年、バンコク都知事選挙に出馬し当選した。